# Briareopsis aegeon
Briareopsis aegeon is een zachte koraalsoort uit de familie Anthothelidae. De koraalsoort komt uit het geslacht Briareopsis. Briareopsis aegeon werd in 1993 voor het eerst wetenschappelijk beschreven door Bayer. 